# Constituição de Liechtenstein
A Constituição do Liechtenstein foi promulgada em 5 de outubro de 1921, substituindo a Constituição de 1862. Foi concedido por João II, príncipe do Liechtenstein, e estabeleceu o governo da democracia parlamentar misturado com o da monarquia constitucional, além de prever referendos sobre as decisões do Landtag.  Também aboliu os três assentos no Landtag nomeado pelo príncipe e reduziu a idade de votação de 24 para 21.

## Capítulos
A constituição tem doze capítulos: 
- Capítulo I. O Principado
- Capítulo II. O príncipe reinante
- Capítulo III Responsabilidades do Estado
- Capítulo IV Direitos e obrigações gerais dos cidadãos do Liechtenstein
- Capítulo V. O Parlamento
- Capítulo VI O Comitê Nacional
- Capítulo VII O governo
- Capítulo VIII Os tribunais 
  - A. Disposições Gerais
  - B. Os tribunais comuns
  - C. O Tribunal Administrativo
  - D. O Tribunal Constitucional
- Capítulo IX Órgãos administrativos e funcionários públicos
- Capítulo X. Os Municípios
- Capítulo XI Alterações Constitucionais e Interpretação
- Capítulo XII Cláusulas finais

## Alterações
A constituição foi alterada várias vezes, incluindo:
- 1939: Artigo 49, parágrafo 4 inserido (permitindo substituições de membros do Landtag que não podem comparecer), artigo 53 alterado
- 1947: Artigo 48, parágrafos 2 e 3 e Artigo 64 parágrafos 2 e 4 alterados
- 1958: Artigo 47, parágrafo 1 e artigo 59 alterado.
- 1972: Artigo 16, parágrafos 6 e 7, anulado. Artigo 17, parágrafo 1 alterado.
- 1973: Artigo 46, parágrafo 3 inserido, fixando o limiar eleitoral em 8%. Aprovado por referendo.
- 1982: Artigo 61 alterado
- 1984: os parágrafos 2 e 3 do artigo 48 e os parágrafos 2 e 4 do artigo 64 foram alterados.
- 1988: O artigo 46, parágrafo 1, foi alterado para aumentar o número de membros do Landtag de 15 para 25. Aprovado por referendo.
- 1989: Artigo 52, parágrafo 2, anulado. Artigo 63.
- 1992: Artigo 31, parágrafos 2 e 3 alterados.
- 1994: Artigo 46, parágrafo 2, alterado e corrigido.
- 1997: Artigo 46, parágrafo 4 alterado, parágrafo 5 inserido, artigo 47 parágrafo 2 anulado. Artigo 63.
- 2000: Artigo 29, parágrafo 2, sobre cidadania alterado. Aprovado por referendo.
- 2003: Artigos 1, 3, 4, 7 (parágrafo 2), 10, 11, 13, 13bis, 13ter, 51, 62f, 62g, 63 (parágrafos 1 e 2) todos alterados. Artigo 62-H inserido. Artigo 63, nº 3 anulado. Aprovado por referendo.